# Chodzież
Chodzież je polské město ve Velkopolském vojvodství, hlavní město okresu Chodzież. V roce 2010 zde žilo 19 506 obyvatel. Město tvoří samostatnou městskou gminu a je sídlem správy vesnické gminy Chodzież.